# 세라티아 마르세센스
세라티아 마르세센스(Serratia marcescens( /səˈreɪʃiə mɑːrˈsɛsɪnz/))는 예르시니아과(Yersiniaceae)에 속하는 막대 모양(간균)의 그람 음성 세균의 일종이다. 이 균은 통성 혐기성이며 기회 감염성 병원체이다. 이 균은 1819년 이탈리아 파도바에서 바르톨로메오 비지오(Bartolomeo Bizio)에 의해 발견되었다. 세라티아 마르세센스(S. marcescens)는 일반적으로 병원 원내감염 (HAI), 특히 카테터 관련 균혈증, 요로감염, 상처 감염에 관여하며 미국에서 HAI 사례의 1.4%를 차지한다. 이 균은 보통 입원한 성인의 호흡기와 요로, 어린이의 위장관계에서 발견된다.
이 균은 환경에 풍부하며 습한 조건을 선호하기 때문에 일반적으로 욕실(특히 타일, 샤워공간, 변기, 세면대)에서 자라며 붉은색, 분홍색, 주황색으로 변색되고 인 함유 물질 또는 지방 물질을 빨아들이는 끈적끈적한 막으로 비누와 샴푸 잔여물과 같은 형태로 나타난다.
일단 한번 생기게 되면 유기체를 완전히 박멸하는 것은 어렵지만 표백제 기반 소독제를 사용하여 없앨 수 있다. 사용 후 표면을 씻어내고 건조시키고 유기물이나 음식물을 제거하고 환경을 개선하여 박테리아의 정착을 방지할 수 있다.
세라티아 마르세센스는 흙과 치아의 치은하(subgingival; 잇몸아래) 생물막과 같은 환경에서도 발견될 수 있다. 이 생물막과 세라티아 마르세센스가 생산하는 프로디지오신(prodigiosin)이라는 붉은 오렌지색 트리피롤 염료로 인해 치아가 착색될 수 있다. 세라티아에 의한 프로디지오신 생산을 위한 생화학적 경로는 특정 돌연변이체에 어떤 중간체가 축적되는지 분석하여 특성이 파악되었다.

## 균 동정(확인)
S. marcescens는 운동성 유기체이며 5-40°C 범위의 온도, pH 5 ~ 9 수준에서 자랄 수 있다. 카제인 가수분해를 수행하는 능력에 의해 다른 그람 음성 박테리아와 구별되며, 이를 통해 세포간 기질 상호 기능하는 것으로 여겨지는 세포외 금속단백분해효소를 생성할 수 있다. 이 박테리아는 조건성 혐기성균이기 때문에 산소가 있는 상태(호기성) 또는 산소가 없는 상태(혐기성)에서 성장할 수 있으므로 혐기성 조건에서 질산염을 환원할 수 있다. 따라서 질산염은 일반적으로 산소보다 최종 전자 수용체로 사용되기 때문에 질산염 테스트는 양성이다. S. marcescens는 또한 티로신 가수분해 및 구연산염 분해를 나타낸다. 구연산염은 S. marcescens는 피루브산을 생산하므로 탄소원으로 구연산염에 의존할 수 있으며 구연산염 이용에 대해 양성반응을 보일 수 있다. 유기체를 식별할 때 미생물이 혼합산 발효를 수행하는지 여부를 결정하는 메틸레드 테스트를 수행할 수도 있는데, S. marcescens는 음성이다. 또 다른 결정적인 특징은 S. marcescens 의 산화 및 발효 대사에 의해 젖산 생산능력이다. 따라서 S. marcescens는 젖산 O/F+이다.
| 테스트                             | 결과                              |
| ---------------------------------- | --------------------------------- |
| 그람 염색                          | -                                 |
| 옥시데이즈(oxidase)                | -                                 |
| 인돌(indole) 생산                  | -                                 |
| 메틸 레드                          | > 70% -                           |
| 보주-프로스카외르(Voges-Proskaeur) | +                                 |
| 구연산염(시몬스)                   | +                                 |
| 황화수소 생산                      | -                                 |
| 요소 가수분해                      | > 70% -                           |
| 페닐알라닌 디아미네이스            | -                                 |
| 라이신 탈탄산효소                  | +                                 |
| 운동성                             | +                                 |
| 젤라틴 가수분해, 22 °C             | +                                 |
| 유당에서 산성                      | -                                 |
| 포도당에서 산성                    | +                                 |
| 맥아당에서 산성                    | +                                 |
| 만니톨에서 산성                    | +                                 |
| 수크로오스에서 산성                | +                                 |
| 질산염 환원                        | + (아질산염에)                    |
| 핵산분해효소, 25 °C                | +                                 |
| 라이페이스                         | +                                 |
| 색소                               | 일부 생물형은 적색 색소를 만든다. |
| 카탈레이스 생산(24h)               | +                                 |

## 병원성

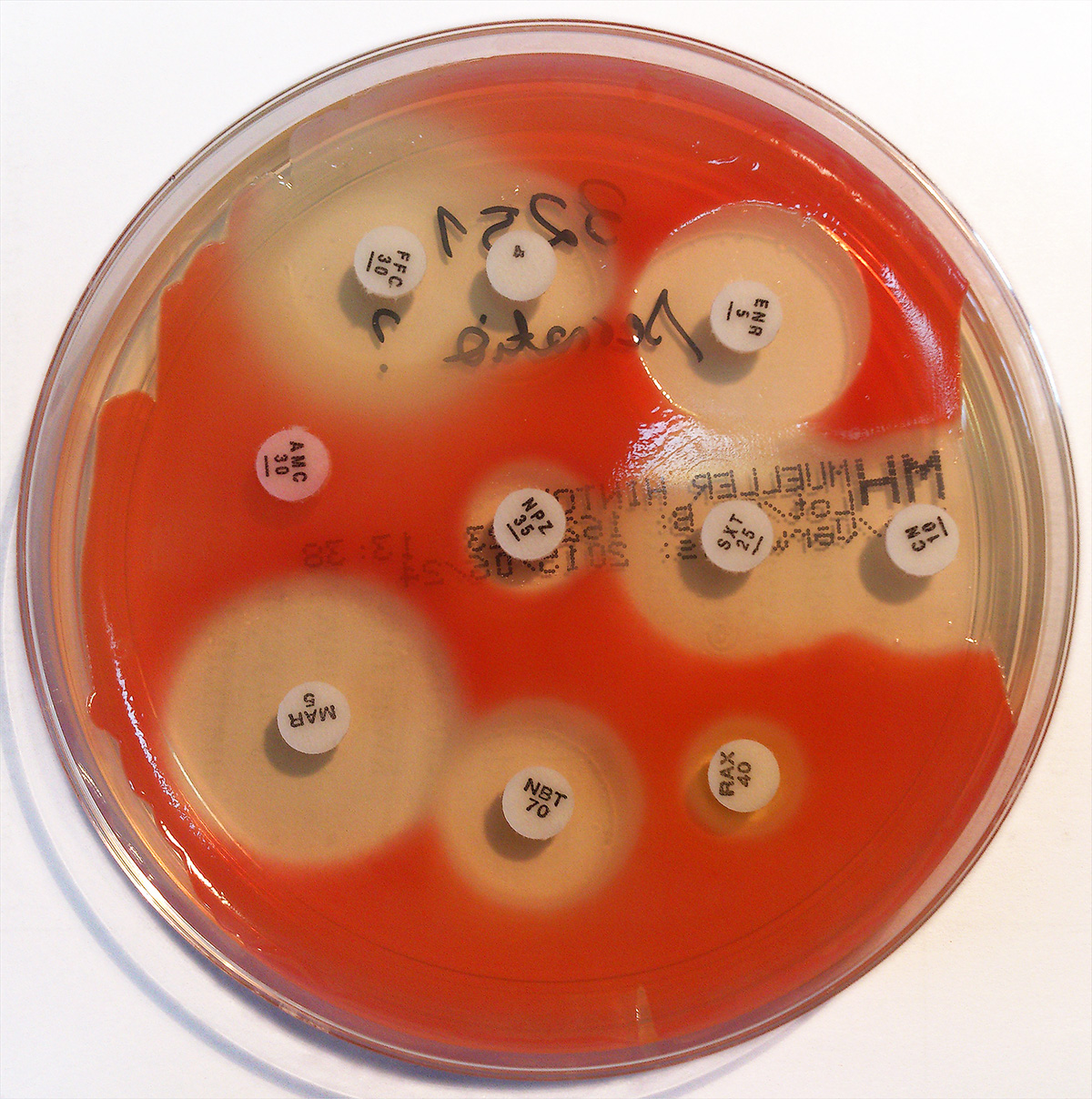
뮐러 힌튼 배지에 대한 세라티아 마르세센스의 항생제 감수성

인간의 경우 S. marcescens는 요로, 호흡기관, 상처, 눈을 포함한 여러 부위에서 기회감염을 일으킬 수 있으며, 결막염, 각막염, 안구내염, 누관 감염을 유발할 수 있다. 또한 심내막염 및 골수염 (특히 유흥 목적의 정맥 주사 약물을 사용하는 사람들에서), 폐렴과 수막염의 드문 원인이다. 대부분의 S. marcescens 균주는 약제저항성을 나타내는 하나 이상의 유전자를 보유하는 플라스미드 유형인 R-인자의 존재로 인해 여러 항생제에 내성이 있다. 모두 암피실린, 마크로라이드 및 1세대 세팔로스포린 (예: 세팔렉신)에 본래부터 내성이 있는 것으로 여겨진다.
엘크혼 산호초(elkhorn coral)에서 S. marcescens는 백두병 (white pox disease)으로 알려진 질병의 원인이다. 누에에서 특히 다른 병원체와 함께 치명적인 질병을 유발할 수 있다.
초파리를 사용하는 연구실에서 S. marcescens감염은 흔하다. 유충, 번데기 또는 일반적으로 전분 및 설탕 기반 식품(비위생적으로 준비된 경우) 내부 또는 위에 분홍색 변색 또는 플라크로 나타난다.
S. marcescens 감염으로 인한 초기 유아기에 발생하는 위장염의 드문 임상 형태이다. 기저귀의 붉은 색은 혈뇨(소변의 혈액)로 오인될 수 있으며, 이는 의사의 불필요한 검사를 유발할 수 있다.
S. marcescens는 박황색 덩굴병(cucurbit yellow vine disease)을 일으켜 때때로 멜론 밭에서 심각한 손실을 초래한다.
위스콘신-스타우트 대학교(University of Wisconsin-Stout)의 짐 뷰릿(Jim Burritt)교수와 그의 학생들은 동사(winterkill)에 의해 파괴된 벌집의 꿀벌 혈액(혈림프)에서 S. marcescens 새로운 변종을 발견했다. 그의 연구 결과가 발표되었고 새로운 변종은 라틴어로 암살자를 의미하는 sicaria로 명명되었다. 교수는 S. marcescens sicaria 가 "겨울철 꿀벌 군집의 실패에 기여할 수 있다"고 했다.

## 역사

### 중세 기적에서 가능한 역할

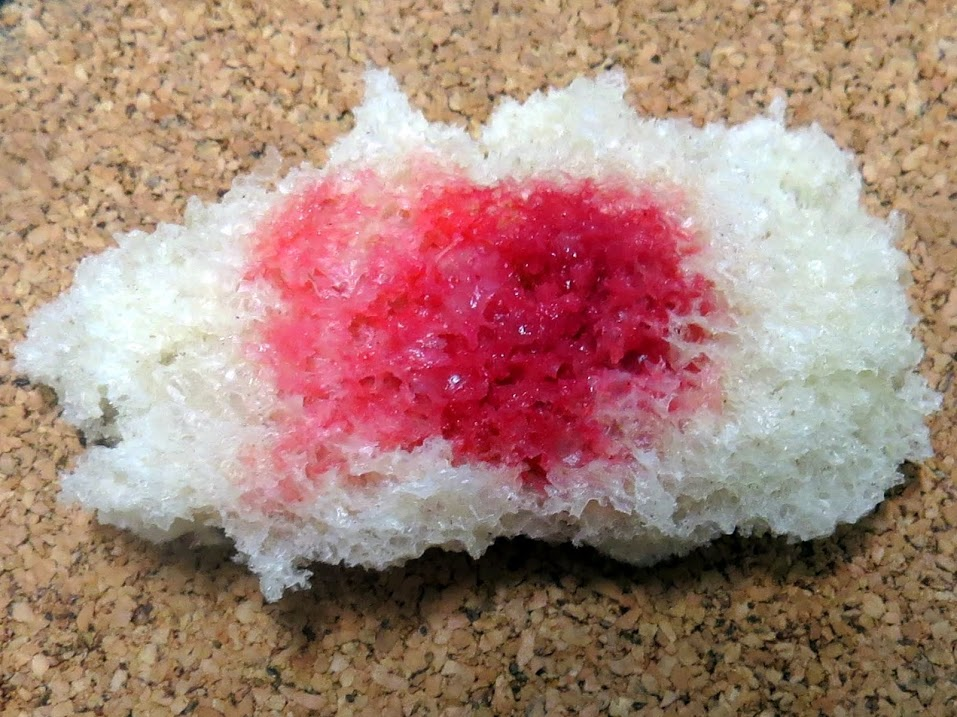
"피의 빵": 빵 위에서 자라는 S. marcescens

염료 프로디지도신(prodigiosin)의 발현으로 인한 붉은 색소침착과 빵에서 자라는 능력 때문에 S. marcescens는 중세시대 볼세나의 "기적"에 대한 설명으로 언급된다. 이것은 1263년 볼세나에서 미사 거행에 뒤이어 성체화 또는 미사 중에 빵과 포도주가 그리스도의 몸과 피로 변하는 것에 대해 의심을 품은 보헤미안 사제가 이끌었다. 미사 중에 성체성사는 피가 나는 것처럼 보였고 사제가 피를 닦을 때마다 더 많은 피가 나타났다. 이 행사는 라파엘로가 그린 바티칸 시국의 사도궁의 프레스코화에서 거행된다.

### 발견
S. marcescens는 1819년 베네치아 약사 바르토로메오 비지오(Bartolomeo Bizio)에 의해 파도바(Padua)시에서 폴렌타가 핏빛으로 변색되는 일의 원인으로 발견되었다. 비지오는 초기 증기선을 개발한 물리학자인 세라피노 세라티(Serafino Serrati)를 기리기 위해 4년 후 이 유기체에 이름을 붙였다. 마르세센스 (라틴어로 '썩어가는'이라는 뜻)라는 이름은 염료의 급속한 변질 때문에 선택되었다 (비지오(Bizio)의 관찰은 유기체가 성숙에 도달하면 점액질과 같은 물질로 부패한다는 믿음을 주었다). Serratia는 비지오의 원래 이름이 1920년대에 복원되기 전에 나중에 Monas prodigiosus 및 Bacillus prodigiosus 로 이름이 변경되었다.

## 사용 및 오용

### 생물전 테스트에서의 역할
1950년대까지 S. marcescens는 비병원성 부생식물(saprophyte)로 잘못 여겨졌으며 감염을 추적하기 위한 실험에서 붉은색을 띠었다. 냉전시대에는 미군이 생물전 실험에서 모의물로 사용했고, 당시 무기화되고 있던 야토병균을 대체하기 위해 현장 실험에서 연구했다.
1950년 9월 26일과 27일에 미국 해군이 수행하던 실험에서 S. marcescens가 캘리포니아에 있는 샌프란시스코 베이 지역의 도시 지역에 풀려나 발병을 일으켰다. 해군은 나중에 세균이 무해하다고 주장했지만 9월 29일부터 지역 병원의 11명의 환자가 매우 드물고 심각한 요로 감염에 걸렸고 환자 중 한 명이 사망했다. 샌프란시스코의 폐렴 사례에서도 S. marcescens 가 확인되었다. (모의 박테리아가 이러한 감염과 사망을 일으켰다는 것은 확인되지 않음) 유족은 1981년과 1983년 사이에 정부를 상대로 한 소송에서 패소했다. 정부는 책임이 면제되어 있고, 발견된 세균의 양이 적은것을 근거로 연관성이 적다고 결론지었다. 이 박테리아는 또한 페놀 및 탄저병 모사체와 결합되어 1971년부터 1975년까지 실행된 DICE 실험의 일환으로 미국과 영국의 군사 과학자들이 도싯주 남부 전역에 살포했다.
1950년부터 S. marcescens는 여러 항생제에 내성을 가진 많은 균주와 함께 인간 감염의 원인으로 꾸준히 증가하고 있다. 2004년 카이론사가 생산한 인플루엔자 백신의 문제점 중 처음으로 지적된 내용이 S. marcescens 오염이었다.

### 오염된 주사제
2008년 초, 미국 식품의약국은 헤파린 주사제(Pre-Filled Heparin Lock Flush Solution) USP 1로트의 전국적인 리콜을 발표했다. 헤파린 IV 플러시 주사기는 S. marcescens 로 오염된 것으로 밝혀져 환자 감염을 일으켰다. 질병 통제 예방 센터(CDC)는 이 제품의 개봉되지 않은 여러 주사기에서 이 균의 성장을 확인했다.
S. marcescens는 2011년에 10명의 사망을 포함하여 앨라배마주 병원의 19건의 사례와 관련되어 있었다. 당시 관련 환자들은 모두 비경구적 영양 요법을 받고 있었으며, 이것이 발병 가능 요인으로 조사되었다.

### 지하수 흐름 추적
한천 플레이트에서 균일하고 잘 자랄 수 있는 능력과 S. marscecens 고유의 파지가 존재하기 때문에 카르스트 석회암 지역에서 물의 흐름을 추적하는 데 사용되었다. 알려진 양의 파지가 카르스트 수계의 고정된 지점에 주입되고 관심 유출은 고정된 시간 간격으로 기존의 소량 샘플링으로 모니터링된다. 실험실에서 샘플을 재배한 균을 배지에 붓고 배양한다. 균이 자란 배지에 무색 플라크는 파지가 존재함을 나타낸다. 이 방법은 단일 파지 입자를 감지할 수 있는 능력 때문에 높은 정도의 희석액에서 민감하다고 보고되었다.